# Medio de enriquecimiento
Un medio enriquecido, también denominado medio de enriquecimiento o medio nutritivo, es un medio de cultivo que contiene los nutrientes necesarios para apoyar el crecimiento de una amplia variedad de microorganismos, entre ellos algunos de los más exigentes. Se utilizan comúnmente para la cosecha de diferentes tipos de microbios que están presentes en la muestra. En general el uso de los medios de enriquecimiento se utiliza para determinar ausencias de un microorganismo determinado, o detectar si tengo alguno pero está en muy baja proporción.
Ciertos organismos no crecen en medios de cultivo ordinarios. Requieren ingredientes que promueven el crecimiento, como la sangre, glucosa, suero, huevo, entre otros. Los medios de enriquecimiento contienen ingredientes que aumentan las cualidades estimulantes del medio propiciando un crecimiento elevado.Otra característica de los medios de enriquecimiento es que pueden contener componentes químicos que inhiben ciertos tipos de microorganismos. De este tipo de Medios de cultivo se puede obtener un subcultivo de una colonia aislada. 

Este método se utiliza para los microbios que se encuentran en pequeñas cantidades en la muestra y cuyo crecimiento es lento, que las especies presentes. Algunas bacterias tienen requisitos muy específicos para su crecimiento. El principio del cultivo de enriquecimiento es el control de los nutrientes y las condiciones de cultivo (la temperatura, el suministro de aire, luz, etc pH) de tal manera que se adapte sólo a la especie.
Si un medio que contiene una solución salina con NaNO2 a pH 8,5 se inocula con una muestra de tierra de jardín y se incubaron en el aire en la oscuridad a 25-30 °C, las colonias puras de Nitrobacter se puede obtener. Los cultivos de bacterias del suelo, otras pueden ser selectivamente enriquecido por la variación de la composición del medio y las condiciones de incubación
Algunos ejemplos de medios de cultivo de enriquecimiento son:
- Agar sangre, un medio enriquecido en el que los suplementos de la sangre les proporciona todos los nutrientes básicos. 
  - Agar CLED
- Agar McConkey
- Agar chocolate
- Agar Sabouraud
- Caldo Selenito